# Srimati Tara Singh
Srimati Tara Singh (* 10. Oktober 1952) kommt aus einer bürgerlichen Familie in Indien und ist als Autorin, Dichterin und Schriftstellerin bekannt. Seit ihrer Kindheit galt ihr besonderes Interesse dem Tanz und der Musik sowie dem Schreiben von Gedichten. Während ihrer Schul- und Hochschullaufbahn erhielt sie bei literarischen Wettbewerben mehrfach Preise und Anerkennungsschreiben für ihre Gedichte und Auftritte.

## Leben
Singh widmete ihre Zeit und Energie nach dem Abschluss ihres Studiums der Künste sowie der Heirat mit Dr. Brahmdeo Prasad Singh, einem Abteilungsleiter für Chemie am College in Kalkutta, der Arbeit an der Hindi-Literatur. Bald bekamen ihre Schriften Anerkennung durch Star-TV-Shows und wurden regelmäßig in verschiedenen Zeitungen und Zeitschriften veröffentlicht. Nach der Veröffentlichung von zwei Gedichtbänden erhielt sie große Anerkennung für ihre emotionalen und nachdenklichen Gedichte. Spätere, aber regelmäßige und erfolgreiche Veröffentlichungen von Büchern über familiäre und soziale Themen, persönliche und soziale Köstlichkeiten, Lebensphilosophien und Realitäten, sowie Geburts- und Todeszyklen, etablierten Singh als moderne Chhayabadi Poetess des 21. Jahrhunderts in der Hindi-Literatur. Sie erhielt 253 Auszeichnungen von verschiedenen nationalen und internationalen Organisationen für ihre Werke. Singh hat mit ihrem Ehemann zwei Söhne.

## Werke
Singh veröffentlichte 24 Bücher über den Verlag Meenakshi Prakashan aus Meerut, bestehend aus 18 Gedichtbänden, vier Ghasel-Büchern, einem Geschichtenbuch und einem Roman. Auch ihre 82 Gedichtsammlungen sind bereits veröffentlicht. Singhs Artikel werden auf 23 beliebten Hindi-Websites veröffentlicht, darunter Swargvibha. Eins ihrer Lied wurde als Titellied des 2008 veröffentlichten Hindi-Films „SIPAIJI“ ausgewählt. Ihre acht Hörbücher werden kontinuierlich bei KukuFM, einer indischen Podcast-Platform, ausgestrahlt und finden bei Hörern und Literaturliebhabern ausgezeichnete Resonanz.

## Gegenwärtige Tätigkeiten
Singh ist Gründungspräsidentin der Hindi-Website Swargvibha und Chefredakteurin des vierteljährlich erscheinenden Online-Magazins Swargvibha, welches zahlreiche Literatursammlungen enthält und jedes Jahr den Swargvibha-Tara-Preis an vielversprechende Hindi-Schriftsteller und Journalisten vergibt. Außerdem ist sie die Präsidentin der literarischen und kulturell ausgerichteten Kala Sangam Academy in Pratapgarh (Uttar Pradesh). Sie interessiert sich unter anderem für das Schreiben von Gedichten, Ghaselen, Geschichten, Romanen und Filmliedern.